# Laurent Reynès
Pour les articles homonymes, voir Reynès (homonymie).
Laurent Reynès, né le 13 septembre 1961 à Montpellier, est un peintre et sculpteur français.

## Biographie
Laurent Reynès naît en 1961 à Montpellier,.
Ses parents sont catalans, il est diplômé de l'École nationale supérieure d'architecture de Montpellier. Docteur en Art en 2005 et Habilité à Diriger des Recherches (HDR) depuis 2015, il enseigne en tant que professeur d'arts plastiques, de projets d'architecture et d'histoire d'architecture au département d'architecture de l'Institut national des sciences appliquées de Strasbourg (INSA) et à l'École nationale supérieure d'architecture de Strasbourg (ENSAS)
Il se tourne très tôt vers la peinture et la sculpture. Admiratif de l'abstraction expressionniste, des Impressionnistes, des Cubistes, sa peinture embrasse à la fois le figuratif, l'abstrait, le symbolique, l'imaginaire, le conscient et l'inconscient. Quant à sa sculpture, elle est issue d'une pensée architecturale, et emprunte aussi bien aux constructions préhistoriques et massives, qu'au minimalisme. Elle mélange toutes sortes de matériaux et matières transformées. Artiste engagé, Laurent Reynès, conscient de la portée esthétique et morale de ses techniques, utilise et expose son travail dans le monde entier pour dénoncer les crimes politiques et environnementaux de nos sociétés.

## Expositions personnelles
Ses œuvres sont par principe vouées à l'éphémère,.
- juin 1990 : Galerie Acte 4, Montpellier
- juillet 1991 : Galerie Chapelle de la Salamandre[7], Nîmes
- juillet 1993 : Musée Pierre André Benoît, Alès
- juin 1994 : Château d'Ô, Montpellier
- décembre 1994 : Galerie des Bains, Sète
- août 1996 : Four Seasons, Gateshead, Angleterre
- janvier 1997 : Centre Culturel Français[8], Karlsruhe, Allemagne
- mai 1999 : Consiglio communale, Fanano, Italie
- juin 2003 : Forum de la Fnac, Strasbourg

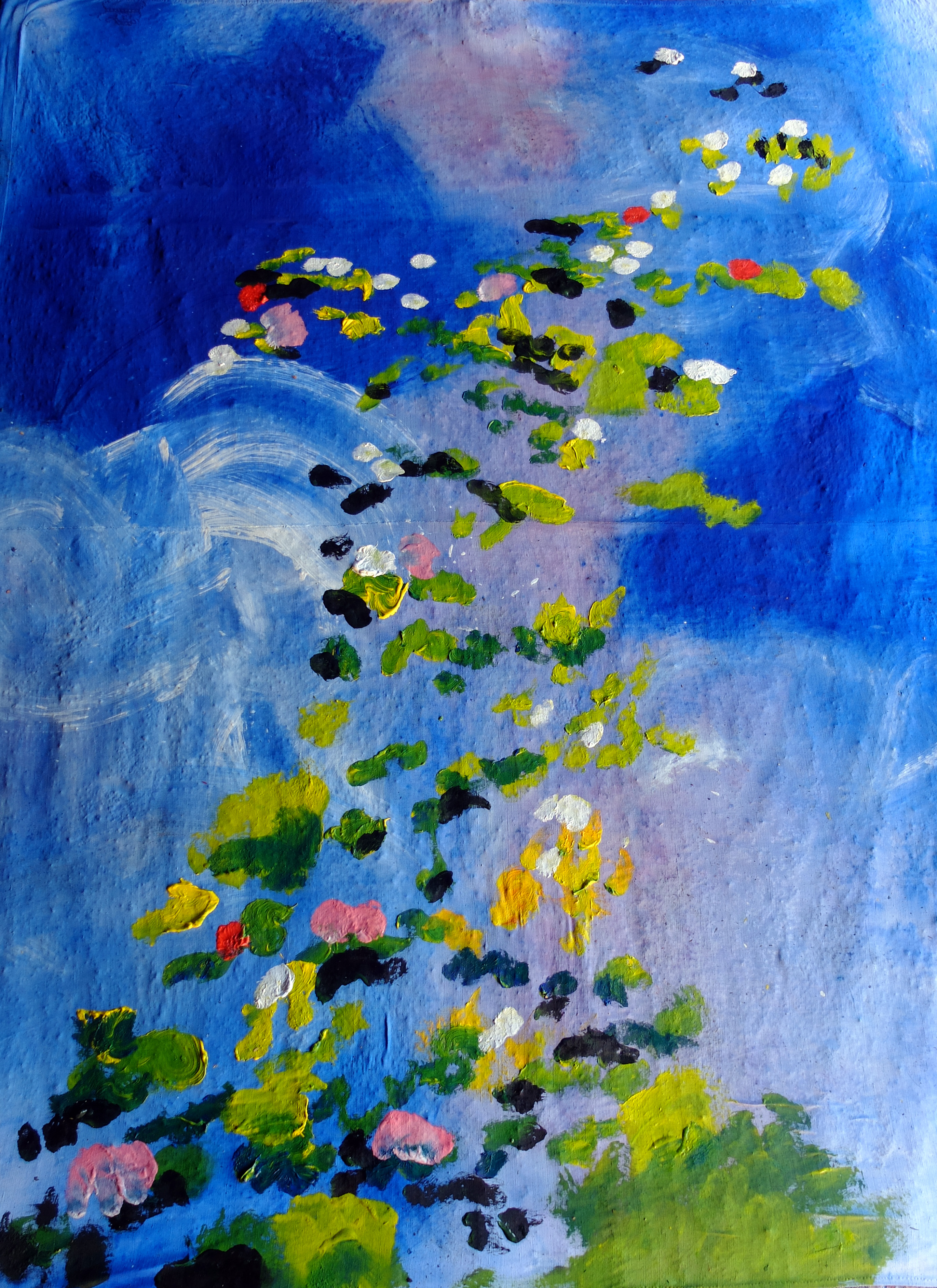
Paysages mentaux - à fleur d'eau IV - 10.2022 - 190x160cm

- Paysages mentaux - à fleur d'eau IV - 10.2022 - 190x160cmnovembre 2003 : Galerie LIBRE Objet[9], Strasbourg
- janvier 2006 : Galerie Station, Mousonturm, Francfort, Allemagne
- juin 2007 : Musée de la poterie, Betschdorf
- juillet 2007 : Clinique de l'Orangerie, Strasbourg
- juin 2008 : 21, rue Marc Seguin, Paris
- mai 2009 : Galerie La Courette, Durfort[10]
- octobre 2009 : Hôtel de ville, Schiltigheim
- décembre 2009 : MDLN, Saint-Cloud
- décembre 2011 : MDLN, Saint-Cloud
- avril 2012 : Cheminement dans le Poids du monde, Centre d'art contemporain, Xiamen, Chine
- juin 2012 : Galerie Tableau d'Honneur[11], Saint-Cloud
- novembre 2012 : Aériennes, Le petit cabinet du Pont de Pierre, Strasbourg
- janvier/avril 2013 : Construction Abstraite infinie, Lycée Kléber[12], Strasbourg
- mars/novembre 2013 : Musée du Struthof, Schirmeck
- mai 2013 : Galerie Vivre Art, Isle sur Sorgues
- mai 2014 : Salle Conrath, Strasbourg
- mai 2014 : Ettapensthall, Erstein
- novembre 2015 : Galerie d'Art Dock Sud[13], ST-ART foire européenne d'art contemporain[14], Strasbourg
- mars 2017 : Poids du Monde, Musée de Drusenheim
- août 2017 : Paysages minute, Sala del comune, Fanano, ItalieLaurent Reynès - Poids du Monde - Dragonnades Cévenoles - Musée du Désert de Mialet - juillet 2022

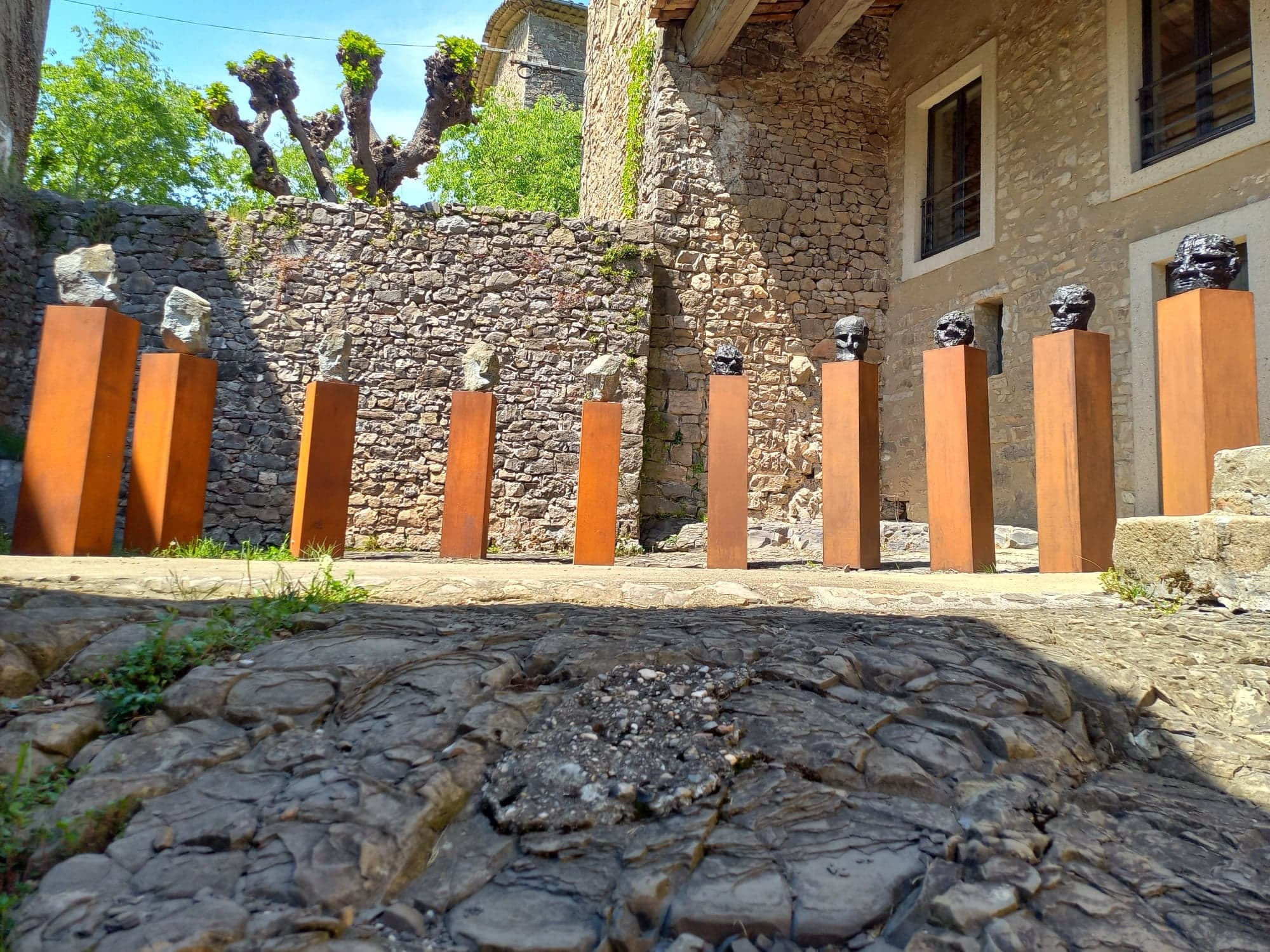
Laurent Reynès - Poids du Monde - Dragonnades Cévenoles - Musée du Désert de Mialet - juillet 2022

- novembre 2017 : Herculéennes, Bouziès
- mai 2019 : Constructions Voyageuses, Museo Laberinto de las Ciencias y las Artes, San Luis Potosí, Mexique
- janvier/mai 2021 : Paysages minute, Au Petit Artisan, Strasbourg
- novembre 2021 : Construction abstraite passée et future, Hall de la MISHA, Strasbourg
- août 2022 : Paysages mentaux, ARPAC, Castelnau-le-Lez
- juin/septembre 2022 : Dragonnades cévenoles, Poids du Monde, Musée du Désert de Mialet
- août 2023 : Peintures/Sculptures, Prieuré Saint Martin de Cézas

## Symposium
- mai 1990 - Boukhara, Ouzbékistan
- avril 1991 - Riga, Lettonie
- juillet 1992 - Györ, Hongrie

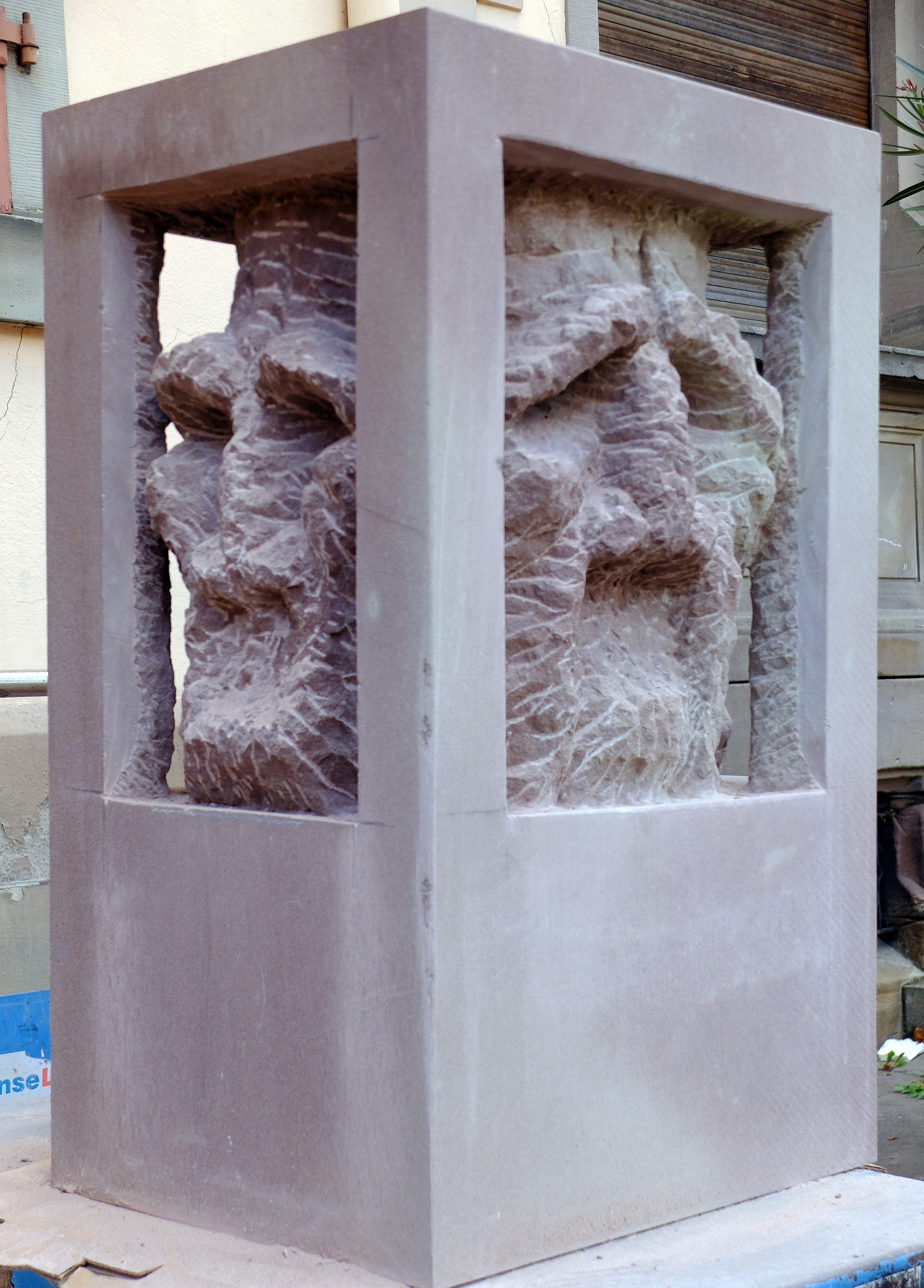
Laurent Reynès - Poids du Monde - Chimères - 6e édition de symposium Marmoutier - septembre 2023

- août 1993 - Saint Wendel, Allemagne
- septembre 1993 - Fanano, Italie
- août 1994 - Le Caylar, France
- septembre 1995 - Zdar Nad Sazavou, République Tchèque
- février 1999 - Pello, Finlande
- juin 1999 - Arnbrück, Allemagne
- juillet 2000 - Plasy, République Tchèque
- mai 2002 - Fête de mai, Gesves, Belgique
- juin 2003 - Sommar biennal, Lulea, Suède
- janvier 2007 - Valloire (3e prix du jury), France
- septembre 2013 - Dedans-Dehors, Almaty, Kazakhstan
- juin 2017 - Libye, Saint-Pierre de Chartreuse, France
- septembre 2019 - La guerre de 100 ans, Marmoutier, France
- septembre 2023 -  Chimères, Marmoutier, France

## Organisation de projets personnels de sculpture
- mai 2000 - « Villes et Valises », Strasbourg
- avril 2003 - « Construction Voyageuse au Pôle Nord »[15]
- juin 2004 - « Construction Voyageuse dans la Grotte des Demoiselles »[15], Ganges
- juillet 2008 - « Herculéennes à Basadda »[16], Chisa, Corse
- novembre 2010 - « Chez nous », Strasbourg

## Bourses
- septembre 1998 - Bourse d'aide à la création - DRAC d'Alsace[17]
- octobre 1999 - Bourse d'aide aux projets - Ville de Mulhouse
- septembre 2002 - Bourses d'aide à la création - DRAC d'Alsace[17]
- mars 2003 - Bourse d'aide aux projets - CEAAC

## Publications
- Construction Voyageuse[15], colloque, dir. K. Nojis, Monte Verita, Revue économique et sociale, Lausanne, Suisse, 1999.
- Modelage d'architecture, colloque, Dossier d'Archéologie, p. 84 - 85, no 242, avril 1999.
- Les influences de Alvar AALTO sur l'art contemporain, colloque, dir. D. Beaux. (à paraître).
- Sculpture temporaire contemporaine en ville, colloque, dir. G. Gardes. (à paraître).
- Art in situ et sites antiques[18], dans Art et philosophie, ville et architecture, dir. C. Younès, La découverte, Paris, 2003.
- Patrimoine et Art Contemporain[19], dans La question patrimoniale, dir. E Amougou, L'Harmattan, Paris, 2004.
- Voyager - Construire, thèse de doctorat en Arts plastiques, Université Marc Bloch, Strasbourg, 2005.
- Laurent Reynès, Monographie, Les Éditions Minuscules, France, novembre 2009.
- La plastique dans la conception architecturale, Actes du colloque INSA de Strasbourg - département architecture, janvier 2020, Editions Universitaires Européennes, Chisinau, 2020.
- La géométrie de la construction voyageuse, revue XYZ, n°165, 2020.
- Les nuages de la grotte ou la lasergrammétrie comme œuvre d'art, revue XYZ, n°163, 2020.
- La plastique dans la mise en œuvre des matériaux, actes de colloque, Éditions universitaires Européennes, février 2021.
- Pensée artistique et urbanisme en 1970 : Hautepierre et Emmertsgrund en miroir, Plateia n°2, ENSAS, PUS, 2021.

## Revue de presse
- 23 septembre 1990 - Totems ou colonnes ?, Lise Ott, Midi Libre[20]
- 12 juillet 1991 - Abstractions estivales, Midi Libre[21]
- 29 août 1996 - Striking a blow for art, Karen McLauchlan, Gateshead Post[22]
- 8 août 1996 - Bridging the sap!, Karen McLauchlan, Gateshead Post[23]
- 2 septembre 1996 - Sculptor's wood bridges the gap, Jon Flinn, The Journal[24]
- 21 mai 1998 - Un sculpteur dans la toundra, Philippe Dagen, Le Monde[25]
- 2 juin 1998 - Le naufrage polaire de Reynès, Serge Hartmann, DNA[26]
- février 1999 - Reynès hala jättää katoavan jäljen, Lapinkinsa[27]
- février 1999 - Bauplatz Nordpol, A&W[28]
- 18 juin 1999 - "Sagenhafte" Kunst ohne und über alle Grenzer, Passauer Neue Presse[29]
- 9 septembre 1999 - Betrachter darf Kunstwerk werden, das Saarbrücker Zeitung[30]
- juin 2001 - The Wandering Building in Ireland,  The Sculptors' Society of Ireland Newsletter[31]
- 20 novembre 2001 - « Bien le bonjour de la banquise ! »,  Serge Hartmann, DNA[32]
- avril 2002 - The Sculptors' Society of Ireland Newsletter[33]
- 19 juillet 2002 - Construction Voyageuse au pôle Nord, Le Moniteur[34]
- 3 janvier 2003 - Laurent Reynès, professeur à l'École d'Architecture de Strasbourg, Père de l'Escargot planétaire, Le Moniteur[35]
- 28 mars 2003 - Alsace - une sculpture en dérive sur la banquise en avril, Ubiquité pour la Construction Voyageuse, Le Moniteur[36]
- 2 avril 2003 - En attendant le Pôle, Serge Hartmann, DNA[37]
- 23 mai 2003 - La porte des enfants : un voyage poétique, Arnaud Quenechdu, DNA[38]
- septembre 2003 - Portes ouvertes sur le monde, Stéphane Laurent, Saison d'Alsace[39]
- 20 août 2004 - La Grotte des Demoiselles s'ouvre au land art, Ingrid Blanquer, Midi Libre[40]
- 25 janvier 2006 - Laurent Reynès lässt Steine regnen, Frankfurter Rundschau[41]
- 16 janvier 2010 - Humeur voyageuse, Serge Hartmann, DNA[42]
- 21 février 2016 - Un château fort contemporain, Hervé de Chalendar, L'Alsace.fr[43]
- 24 octobre 2016 - Mont-de-Marsan : les sculptures descendent sur les berges, Yoann Boffo, Sud Ouest[44]
- 23 février 2017 - Cahors Juin Jardins cultive l'art et fait germer de nouvelles idées, Mathieu Fontaine, La dépêche[45]
- 26 février 2017 - Le « Poids du monde » de Laurent Reynes, DNA[46]
- 2 juin 2017 - Juin Jardins essaimera jusque dans la vallée du Lot, La dépêche[47]
- 2 juin 2017 - Se ressourcer à Cahors avec le festival Juin Jardins, Myriam Boutoulle, Connaissance des Arts[48]
- 21 novembre 2017 - Les Herculéennes révèlent un sentier d'art, La dépêche[49]
- 18 mai 2019 - Construcciones viajeras "En el museo Laberinto de la Ciencias y las Artes", Rossi A. G., Desde Puebla[50]
- 23 mai 2019 - Estudiantes de la Facultad del Hábitat exhiben esculturas de material reciclable en Museo Laberinto, Pulso[51]
- 27 juillet 2022 - Laurent Reynès expose ses œuvres à l’ARPAC, Midi Libre[52]
- 12 août 2023 - Laurent Reynès expose au prieuré St-Martin à Cézas, Midi Libre[53]